# San Francisco (norra Siltepec kommun)
San Francisco är en ort i Mexiko.   Den ligger i kommunen Siltepec och delstaten Chiapas, i den sydöstra delen av landet, 800 km sydost om huvudstaden Mexico City. San Francisco ligger 684 meter över havet och antalet invånare är 211.
Terrängen runt San Francisco är varierad. San Francisco ligger nere i en dal. Runt San Francisco är det ganska tätbefolkat, med 111 invånare per kvadratkilometer. Närmaste större samhälle är Chicomuselo, 12,2 km nordost om San Francisco. I omgivningarna runt San Francisco växer huvudsakligen savannskog.